# Legimus
Legimus är en digital tjänst och en webbplats som tillhandahåller anpassade medier, såsom talböcker, punktskriftsböcker och e-textböcker, för personer i Sverige med funktionsnedsättning som medför ett behov av anpassade böcker. Tjänsten utvecklas och administreras av Myndigheten för tillgängliga medier (MTM), en svensk statlig myndighet som har till uppdrag att göra litteratur och information tillgänglig för alla, oavsett läsförmåga.

## Syfte och målgrupp
Legimus riktar sig till personer som har en dokumenterad läsnedsättning, vilket kan innefatta olika typer av funktionsnedsättningar, såsom synnedsättning, dyslexi, kognitiva svårigheter eller andra tillstånd som gör det svårt att läsa tryckt text. För att använda Legimus krävs ett användarkonto, vilket registreras genom ett bibliotek som samarbetar med MTM. Vid registreringen måste användaren kunna styrka sitt behov av anpassade medier genom intyg från exempelvis läkare, specialpedagog eller annan sakkunnig. Genom tjänsten får användarna tillgång till ett omfattande bibliotek med talböcker och andra anpassade format, för att främja lika möjligheter till utbildning, personlig utveckling och deltagande i samhället.

## Bakgrund och utveckling
Legimus lanserades som en del av MTM:s arbete för att digitalisera och effektivisera distributionen av anpassade medier. Tidigare användes system som Daisy (Digital Accessible Information System) för att distribuera talböcker på CD-skivor, men Legimus har ersatt detta genom att erbjuda en helt digital lösning.